# Krüger&Matz
Krüger&Matz je polská obchodní značka, patřící společnosti Lechpol. Specializuje se na výrobu počítačů, mobilních telefonů a audiotechniky. 

## Historie
Značka Krüger&Matz vznikla v roce 2010. Původně se pod ní vyráběla hlavně audiotechnika, později se začala specializovat i na mobilní telefony a další elektroniku. 